# Luisiana (Laguna)
Luisiana é um município de  quarta classe de renda municipal (d) na província Laguna, nas Filipinas. De acordo com o censo de 1 de maio  de  2020 possui uma população de 20 859 pessoas e 5 102 domicílios.